# Sanctuary (film, 2009)
Pour plus de détails, voir Fiche technique et Distribution.
Sanctuary (สามพันโบก, S̄ām phạn bok) est un film d'action thaïlandais réalisé par Thanapon Maliwan, sorti en 2009.

## Synopsis
En 1897, une bande de brigands s'introduit dans un palais royal de Thaïlande et y volent trois vases royaux mais ils ne réussissent pas à s'échapper et sont tués. Avant de mourir, ils parviennent cependant à cacher leur butin près du palais.
De nos jours, en 2009, Wisa, patron d'une mafia et descendant des voleurs de vases, apprend qu'un jeune fouilleur clandestin dénommé Kirk a retrouvé un des trois vases. Il veut revoler ces trésors archéologiques c'est pourquoi il engage Patrick et ses associés Selina et Gary.
Garry a pour mission de récupérer le premier vase antique que Kirk veut monnayer. Il réussit à récupérer la précieuse poterie mais il tue Kirk. Patrick continue les fouilles clandestines avec du matériel de haute technologie et il trouve les deux autres vases.
Krit, le frère jumeau de Kirk, rencontre la jeune et charmante étudiante en archéologie Prai Fa. Ils découvrent que les malfrats pillent le patrimoine national thaïlandais et donc décident de retrouver, coûte que coûte, les objets archéologiques dérobés avant qu'ils ne franchissent la frontière à Sam Phan Bok...

## Fiche technique
- Titre : Sanctuary
- Titre original : สามพันโบก (S̄ām phạn bok)
- Réalisation : Thanapon Maliwan
- Scénario : Anuwat Kaewsopark et Thanapon Maliwan
- Musique : Tuomas Kantelinen et Thai Team
- Photographie : Arnon Chunprasert
- Montage : Sombat Thepkumdee
- Production : Thanapon Maliwan, Chokchai Ptchpunna et Russell Wong
- Société de production : Birch Tree Entertainment et Action Slate Films
- Société de distribution : EuropaCorp Distribution (France)
- Pays :  Thaïlande
- Genre : Action
- Durée : 87 minutes
- Dates de sortie : 
  -  Thaïlande : 8 octobre 2009[2]

## Distribution
- Michael B. (ไพโรจน์ บุญเกิด / ไมค์ บี): Krit (et son frère jumeau Kirk), jeune vendeur de contrefaçons d'antiquité aux touristes, expert en arts martiaux
- Intira Jaroenpura : Prai Fa, l'étudiante en archéologie
- Russel Wong : Patrick, mercenaire, ancien soldat
- Patharawarin Timkul (ภัทรวรินทร์  ทิมกุล) : Selina, associée de Patrick
- Erik Markus Schuetz : Gary, associé de Patrick
- Winston Omega (วินสตัน  โอเมก้า) : Wisa, parrain de la mafia
- Brahim Achabbakhe: homme de main de Wisa

## Notes et références

Sam Phan Bok
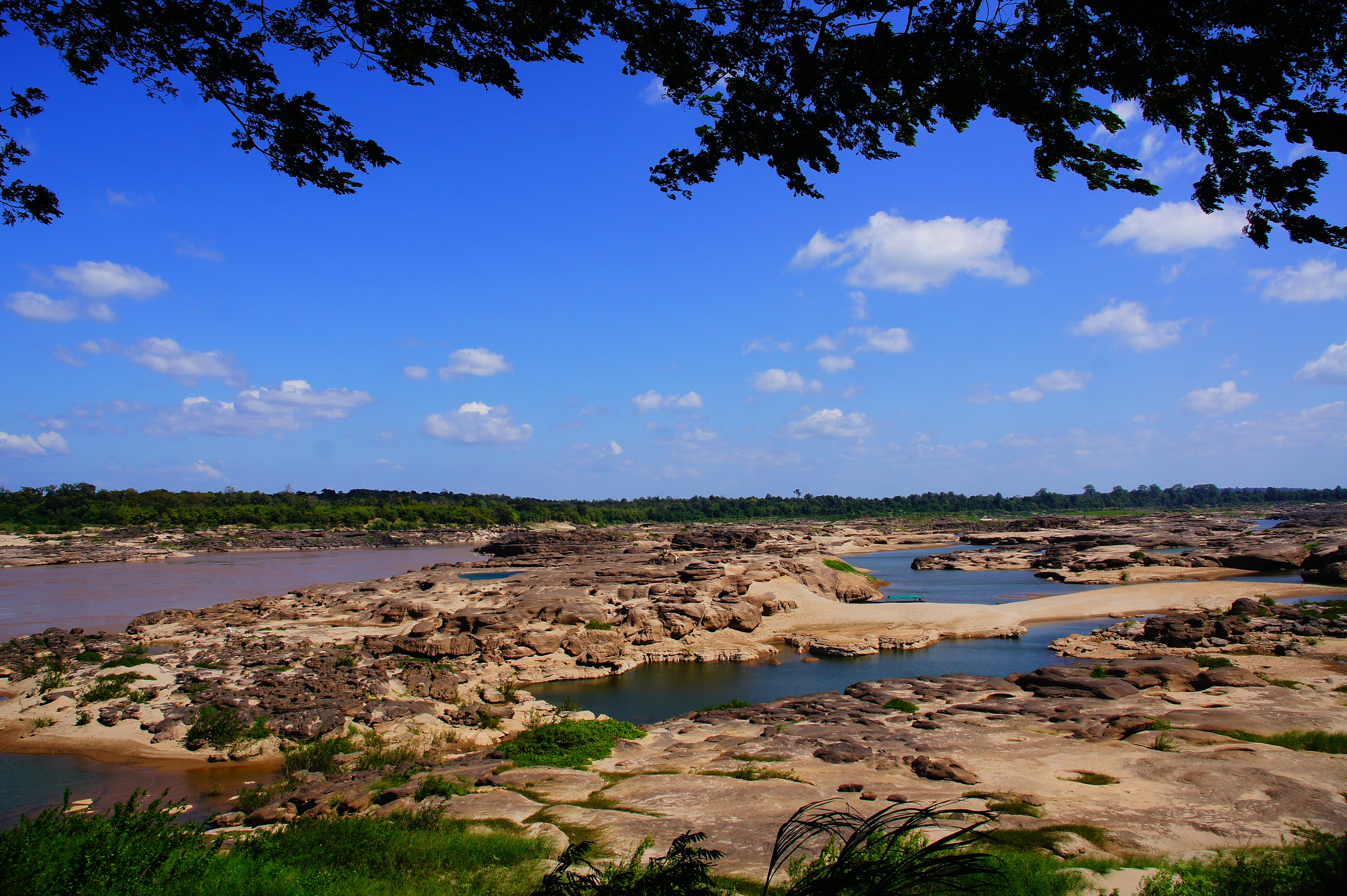
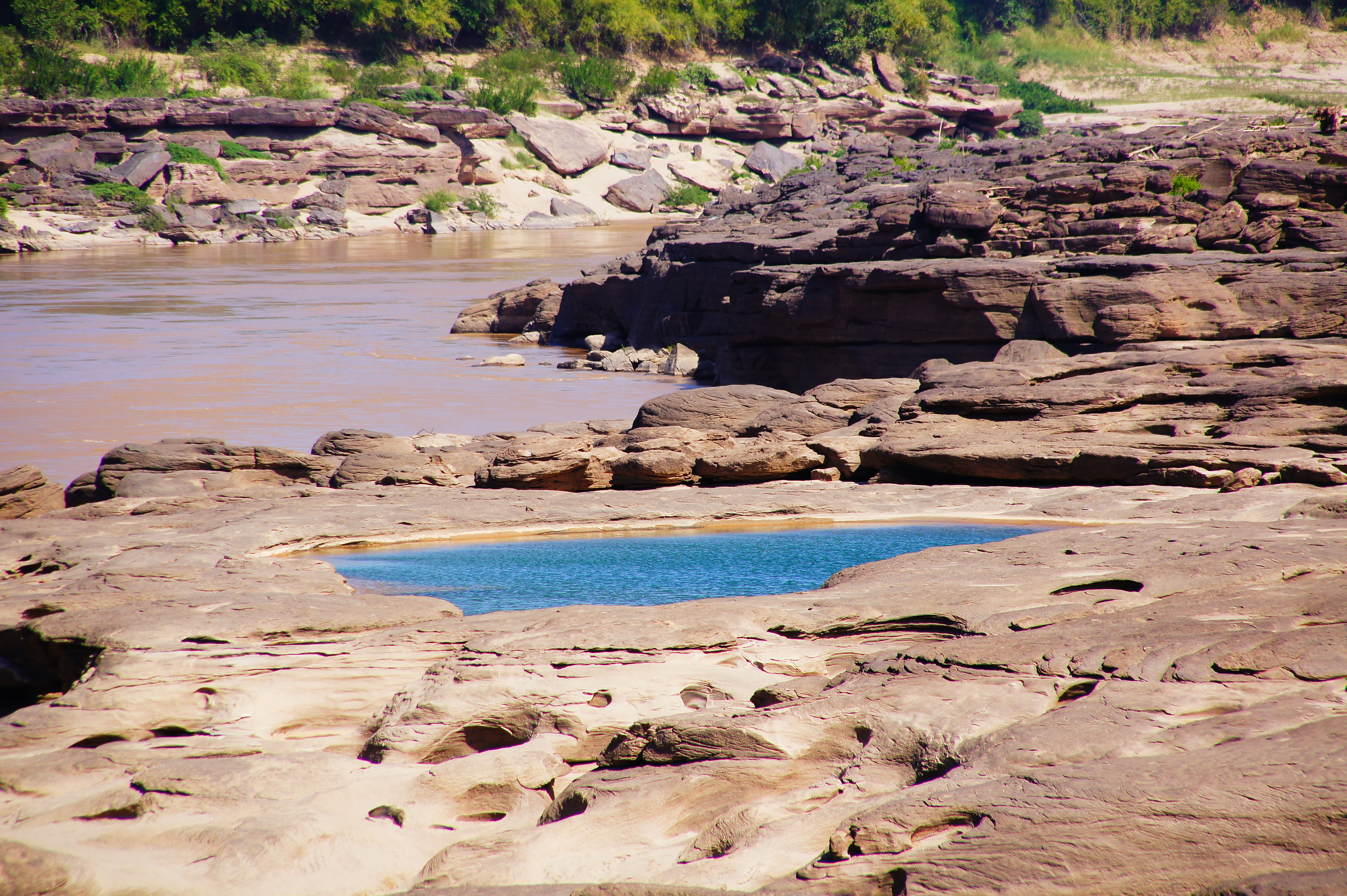
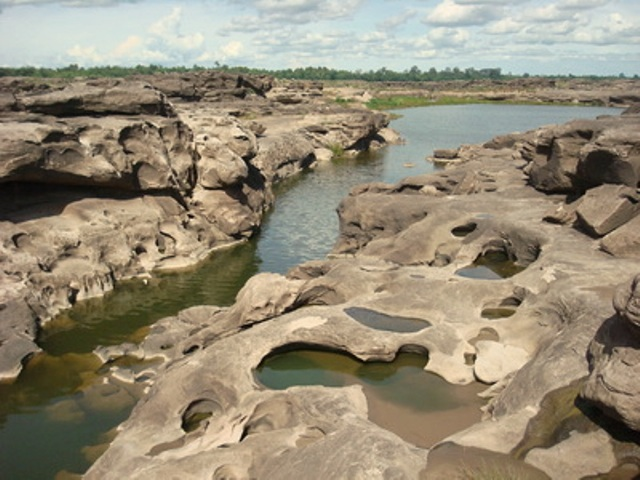